# Pentaschistis
Pentaschistis är ett släkte av gräs. Pentaschistis ingår i familjen gräs.

## Dottertaxa tillPentaschistis, i alfabetisk ordning[1]
- Pentaschistis acinosa
- Pentaschistis airoides
- Pentaschistis alticola
- Pentaschistis ampla
- Pentaschistis andringitrensis
- Pentaschistis argentea
- Pentaschistis aristidoides
- Pentaschistis aristifolia
- Pentaschistis aspera
- Pentaschistis aurea
- Pentaschistis barbata
- Pentaschistis basutorum
- Pentaschistis borussica
- Pentaschistis calcicola
- Pentaschistis capensis
- Pentaschistis capillaris
- Pentaschistis caulescens
- Pentaschistis chippindalliae
- Pentaschistis chrysura
- Pentaschistis cirrhulosa
- Pentaschistis colorata
- Pentaschistis curvifolia
- Pentaschistis densifolia
- Pentaschistis dolichochaeta
- Pentaschistis ecklonii
- Pentaschistis elegans
- Pentaschistis eriostoma
- Pentaschistis exserta
- Pentaschistis galpinii
- Pentaschistis glandulosa
- Pentaschistis heptamera
- Pentaschistis holciformis
- Pentaschistis humbertii
- Pentaschistis insularis
- Pentaschistis lima
- Pentaschistis longipes
- Pentaschistis malouinensis
- Pentaschistis microphylla
- Pentaschistis montana
- Pentaschistis natalensis
- Pentaschistis oreodoxa
- Pentaschistis pallescens
- Pentaschistis pallida
- Pentaschistis papillosa
- Pentaschistis patula
- Pentaschistis pictigluma
- Pentaschistis praecox
- Pentaschistis pseudopallescens
- Pentaschistis pungens
- Pentaschistis pyrophila
- Pentaschistis reflexa
- Pentaschistis rigidissima
- Pentaschistis rosea
- Pentaschistis rupestris
- Pentaschistis scandens
- Pentaschistis setifolia
- Pentaschistis tomentella
- Pentaschistis tortuosa
- Pentaschistis triseta
- Pentaschistis trisetoides
- Pentaschistis tysonii
- Pentaschistis velutina
- Pentaschistis veneta
- Pentaschistis viscidula